# Hospice d'Oultremont

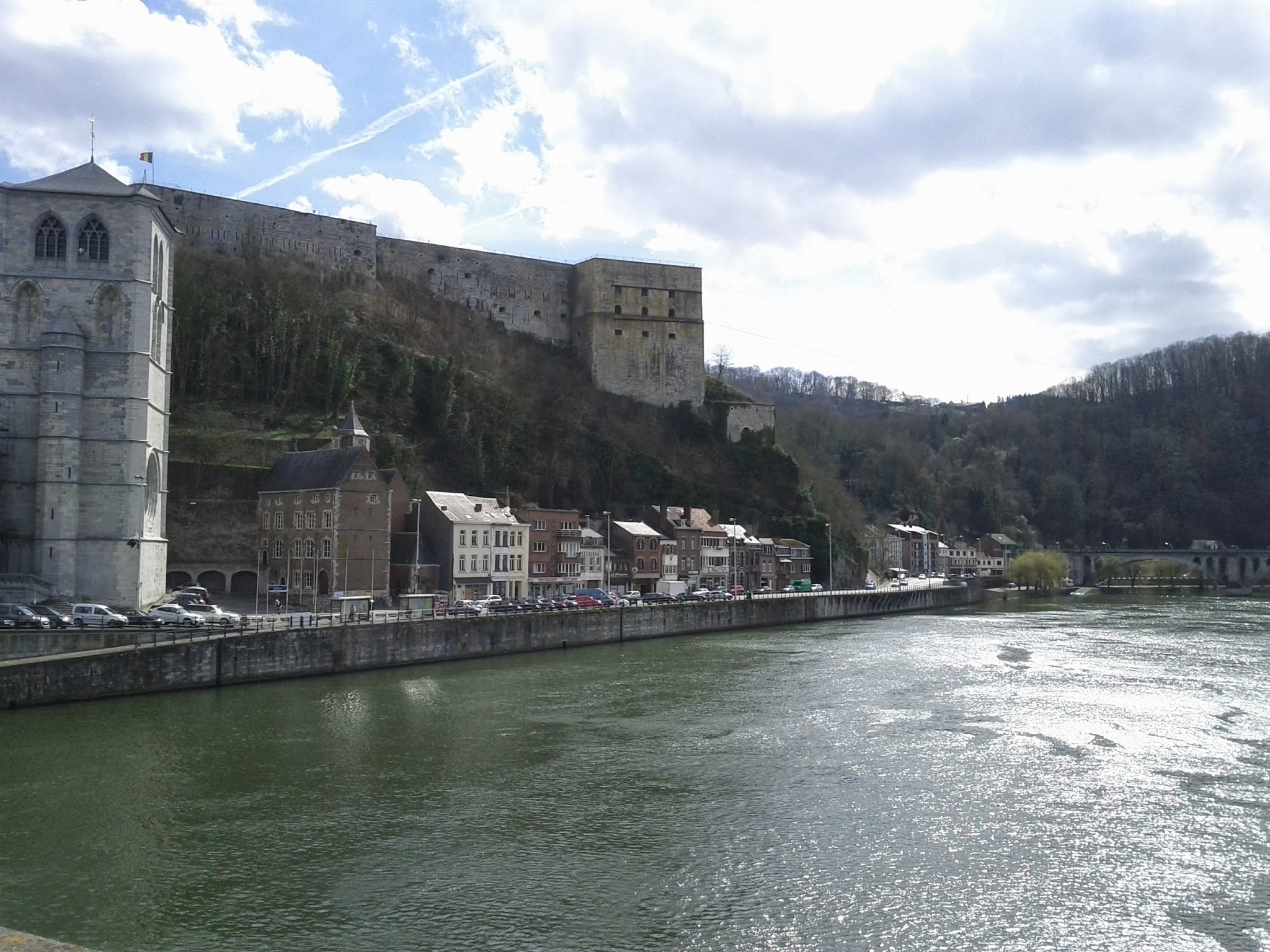
Hospice d'Oultremont in Hoei, rechts van de kapittelkerk. Een brug verbindt het kanunnikenhuis met de kerk.

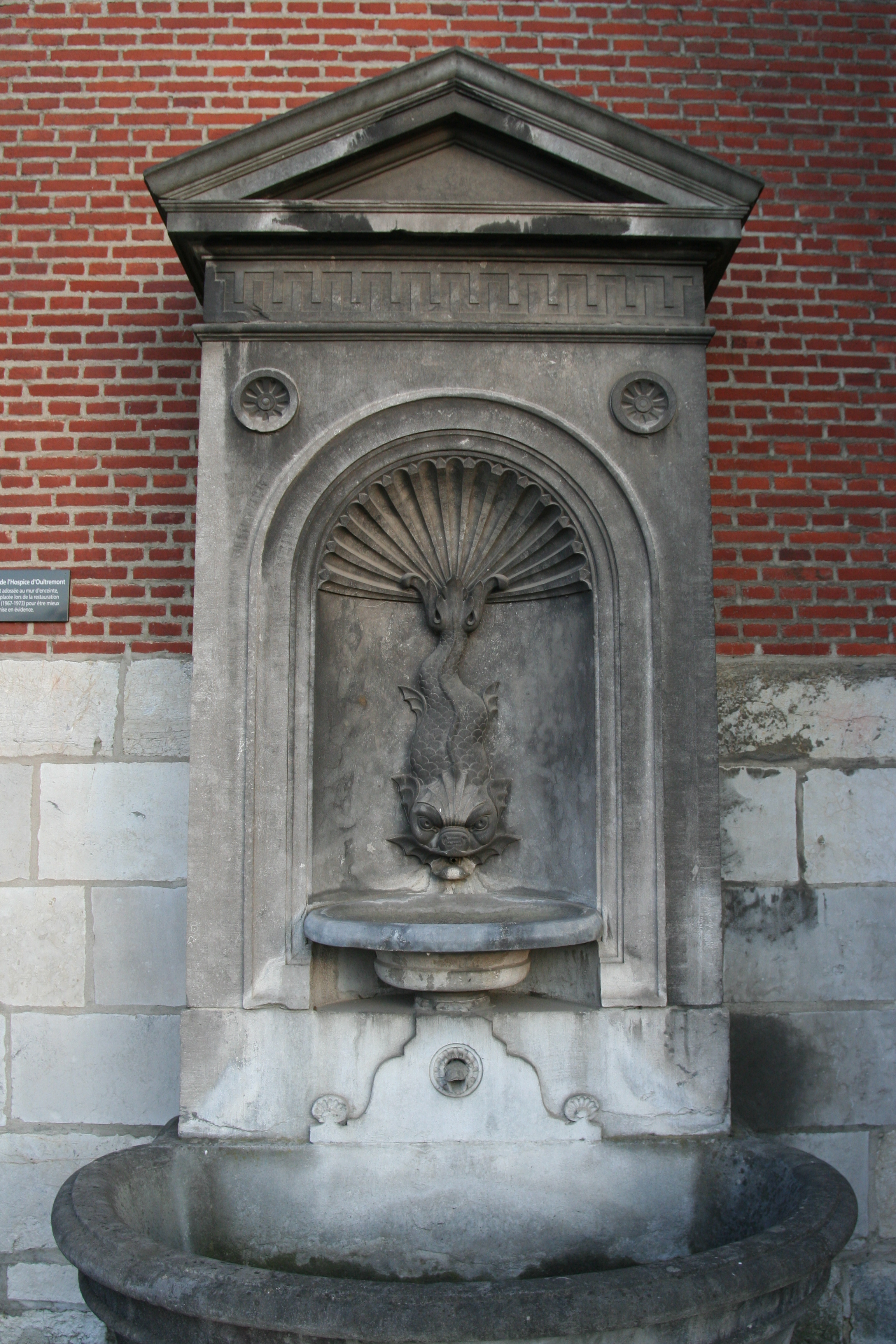
Fontein met waterspuwende vis

Het Hospice d'Oultremont (16e eeuw) is een voormalig kanunnikenhuis in Hoei (België), aan de Naamse Kade (Frans: Quai de Namur).

## Historiek
In Hoei, in het toenmalige prinsbisdom Luik, bouwde Gerard d'Oultremont het naar hem genoemde kanunnikenhuis. Deze residentie bevindt zich aan de oevers van de Maas, beneden de heuvel waar het Fort van Hoei staat. Gerard d'Oultremont was een telg uit het adellijk geslacht D'Oultremont, een belangrijke familie in het prinsbisdom. Gerard d'Oultremont was kanunnik aan de kapittelkerk van Hoei. Het kanunnikenhuis staat vlak naast de kapittelkerk en is ermee verbonden via een brug met 4 arcaden.
Gerard d'Oultremont bouwde de residentie in de plaats van een vervallen en kleiner kanunnikenhuis, nog daterend uit de Middeleeuwen. De stijl van het kanunnikenhuis van D'Oultremont is gotisch-renaissance. Het is opgetrokken in baksteen en kalksteen. Het gebouw loopt tegen de rotswand uit op een toren, met een achthoekige bovenbouw. Achter de residentie, op de heuvel, liggen de tuinen, die in kleine terrassen zijn aangelegd. In de tijd van het prinsbisdom was het fort erboven een van de residenties van de prins-bisschoppen van Luik. In de 18e eeuw werd het kanunnikenhuis verfraaid. Zo kwam er een fontein beneden met een waterspuwende vis.
Met de Luikse Revolutie (1789-1795) werd het kapittel in Hoei afgeschaft, zoals elders in het prinsbisdom.
Sinds 1933 is het gebouw geklasseerd en in 1993 werd het erkend als historisch monument van Wallonië.
De Toeristische Dienst van de stad Hoei is er gevestigd.